# Andrey Ramos do Nascimento
Andrey Ramos do Nascimento, noto semplicemente come Andrey (Rio de Janeiro, 15 febbraio 1998), è un calciatore brasiliano, centrocampista dell'Athletic.

## Caratteristiche tecniche
È un centrocampista centrale.

## Carriera
Cresciuto nelle giovanili del Vasco da Gama, ha esordito in prima squadra il 28 aprile 2016 in occasione del match di Coppa del Brasile vinto 2-1 contro il Remo.

## Statistiche

### Presenze e reti nei club
Statistiche aggiornate al 16 giugno 2018.
| Stagione        | Squadra         | Campionato      | Campionato | Campionato | Coppe nazionali | Coppe nazionali | Coppe nazionali | Coppe continentali | Coppe continentali | Coppe continentali | Altre coppe | Altre coppe | Altre coppe | Totale | Totale | Totale |
| Stagione        | Squadra         | Comp            | Pres       | Reti       | Comp            | Pres            | Reti            | Comp               | Pres               | Reti               | Comp        | Pres        | Reti        | Pres   | Reti   |        |
| --------------- | --------------- | --------------- | ---------- | ---------- | --------------- | --------------- | --------------- | ------------------ | ------------------ | ------------------ | ----------- | ----------- | ----------- | ------ | ------ | ------ |
| 2016            | Vasco da Gama   | A/RJ+B          | 0+1        | 0          | CB              | 1               | 0               |                    | -                  | -                  |             | -           | -           | 2      | 0      |        |
| 2017            | Vasco da Gama   | A/RJ+A          | 0+4        | 0          | CB              | 0               | 0               |                    | -                  | -                  |             | -           | -           | 4      | 0      |        |
| 2018            | Vasco da Gama   | A/RJ+A          | 6+5        | 1+3        | CB              | 1               | 0               | CL                 | 1                  | 0                  |             | -           | -           | 13     | 4      |        |
| Totale carriera | Totale carriera | Totale carriera | 16         | 4          |                 | 2               | 0               |                    | 1                  | 0                  |             | -           | -           | 19     | 4      |        |